# Schönau (Pfalz)

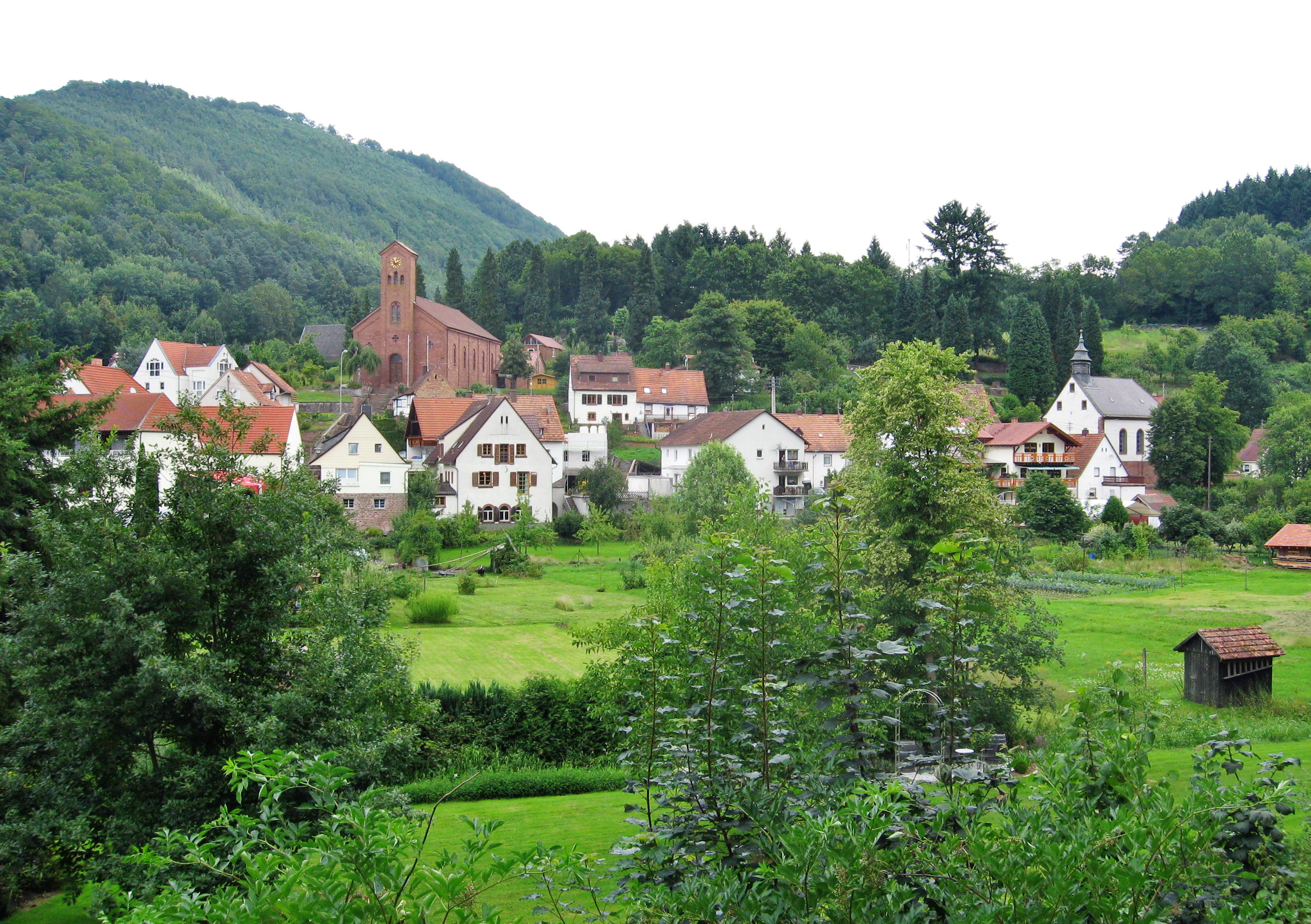
Ortsansicht von Schönau

Schönau (Pfalz) ist eine Ortsgemeinde im Landkreis Südwestpfalz in Rheinland-Pfalz. Sie gehört der Verbandsgemeinde Dahner Felsenland an, die ihren Verwaltungssitz in der Stadt Dahn hat und innerhalb derer sie gemessen an der Fläche die fünftgrößte, gemessen an der Einwohnerzahl jedoch die sechstkleinste Ortsgemeinde darstellt. Schönau ist ein staatlich anerkannter Erholungsort sowie Grenzort zu Frankreich.

## Geographie

### Lage
Schönau liegt an der deutsch-französische Grenze im Wasgau und gehört zu den Untereinheit Dahn-Annweiler Felsenland sowie innerhalb dessen zum Stürzelbronn-Schönauer Felsenland. Zu Schönau gehört der Ortsteil Gebüg, die Ferienkolonie Heilsbach sowie der Wohnplatz Biehlerhof. Nachbargemeinden sind – im Uhrzeigersinn – Rumbach, Bundenthal, Nothweiler, Wingen, Lembach, Hirschthal, Lembach, Niedersteinbach und Fischbach bei Dahn.

### Erhebungen
Im nordöstlichen Gemeindegebiet unmittelbar an der Gemarkungsgrenze zu Rumbach erhebt sich der 524 m hohe Schlüsselfelsen. Mehrere Kilometer weiter im Osten der Gemarkung an der Grenze zu Nothweiler und Frankreich liegt der 570,9 m hohe Schlossberg. Im Südwesten der Gemeinde, ebenfalls an der Grenze zu Frankreich befinden sich der 515 m hohe Maimont, dessen Nordostflanke mit deren 491 m hohen Gipfel Herberg zum Gemeindegebiet gehört sowie westlich an der Grenze zu Frankreich und Fischbach der Zollstock. Ebenfalls an der Grenze zu Rumbach erstreckt sich der 540 m hohe Große Adelsberg. An der Grenze zu Nothweiler befindet sich der 530,9 m messende Kuhnenkopf.
Weitere Erhebungen innerhalb der Gemarkung sind der im Nordwesten befindliche Nestelberg (441 m), der Dachsberg, der Zundelsberg und der Hichtenberg im Westen, der 495 m hohe Schwobberg im Nordosten, der Sindelsberg im Südosten und der 462 m messende Hichtenberg im Süden.

### Gewässer
Mitten durch das Gemeindegebiet fließt in Nord-Süd-Richtung die Sauer, die nach dem passieren von Hirschthal durch das Elsass zum Rhein fließt. Im Nordwesten der Gemarkung befindet sich mit dem Königsbruchgraben ein rechter Seitenarm von ihr. In diesen münden von rechts der Waldgraben sowie der Heilsbach. Weiter flussabwärts nimmt die Sauer zunächst von links den Schwobbach auf, der im Nordosten der Gemarkung entspringt. In der Ortsmitte ist sie zum Königsweiher aufgestaut; in diesem Bereich mündet von links der in Frankreich entspringende Wengelsbach, der zuvor den Bach von der Ruine Blumenstein aufnimmt. Der Hichtenbach, der unmittelbar an der Staatsgrenze zu Frankreich entsteht, setzt kurze Zeit später auf die Gemeindegemarkung von Hirschthal und somit jenseits des Gebiets von Schönau über. Im Westen bildet außerdem das Petersbächel weitestgehend die Grenze zu Fischbach bei Dahn; von rechts nimmt es den Wiesenbach auf.

## Geschichte
Schönau wurde im Jahr 1129 erstmals urkundlich erwähnt. Bis Ende des 18. Jahrhunderts gehörte der Ort zu Pfalz-Zweibrücken.
Von 1798 bis 1814, als die Pfalz Teil der Französischen Republik (bis 1804) und anschließend Teil des Napoleonischen Kaiserreichs war, war Schönau in den Kanton Pirmasens eingegliedert und war Sitz einer Mairie, die zusätzlich Hirschthal, Nothweiler und Rumbach umfasste. 1815 wurde der Ort Österreich zugeschlagen. Bereits ein Jahr später wechselte Schönau in das Königreich Bayern. 1817 wurde die Gemeinde in den Kanton Dahn umgegliedert. Ab 1818 war der Ort Bestandteil des Landkommissariats Pirmasens, das 1862 in ein Bezirksamt umgewandelt wurde.
1939 wurde Schönau in den Landkreis Pirmasens (ab 1997 Landkreis Südwestpfalz) eingegliedert.
Da der Ort sich in der Roten Zone befand wurden die Bewohner mit Beginn des Zweiten Weltkriegs vorübergehend evakuiert. Während des Westfeldzugs war vor allem das Gebiet des Maimont umkämpft, was sich im Mai 1940 in Form der Schlacht um den Maimont äußerte. Beim Luftangriff auf Zweibrücken am 14. März 1945 während des Kriegs war die Gemeinde Teil des Frontverlaufs der US Army.
Nach dem Krieg wurde die Gemeinde innerhalb der französischen Besatzungszone Teil des damals neu gebildeten Landes Rheinland-Pfalz. Im Zuge der ersten rheinland-pfälzischen Verwaltungsreform wurde der Ort Bestandteil der neu geschaffenen Verbandsgemeinde Dahner Felsenland.

## Einwohner

### Bevölkerungsentwicklung
Die Entwicklung der Einwohnerzahl von Schönau (Pfalz), die Werte von 1871 bis 1987 beruhen auf Volkszählungen:

Einwohnerentwicklung von Schönau (Pfalz) von 1815 bis 2018 nach nebenstehender Tabelle

| Jahr | Einwohner |
| ---- | --------- |
| 1815 | 525       |
| 1835 | 783       |
| 1871 | 766       |
| 1905 | 636       |
| 1939 | 793       |
| 1950 | 601       |
| 1961 | 618       |

| Jahr | Einwohner |
| ---- | --------- |
| 1970 | 658       |
| 1987 | 574       |
| 1997 | 524       |
| 2005 | 449       |
| 2011 | 408       |
| 2017 | 426       |
| 2023 | 409       |

### Religion
2012 waren 72,6 Prozent der Einwohner katholisch und 14,5 Prozent evangelisch. Die übrigen gehörten einer anderen Religion an oder waren konfessionslos. Die Katholiken gehören zum Bistum Speyer, die Evangelischen zur Protestantischen Landeskirche Pfalz. Im Nordwesten der Gemarkung befindet sich außerdem die vom Bistum Speyer betriebene Heilsbach Bildungs- und Freizeitstätte, alternativ Ferienkolonie Heilsbach genannt.

## Politik
Bei Bundestagswahlen gehört Schönau zum Wahlkreis Pirmasens. Bei Landtagswahlen war die Gemeinde von 1991 bis 2016 Bestandteil des Wahlkreises Pirmasens-Land. Aufgrund des Bevölkerungsrückgangs der Region wurde er aufgelöst, sodass die Gemeinde ab 2021 zum Wahlkreis Pirmasens gehört.

### Gemeinderat
Der Gemeinderat in Schönau (Pfalz) besteht aus acht Ratsmitgliedern, die bei der Kommunalwahl am 9. Juni 2024 in einer Mehrheitswahl gewählt wurden, und dem ehrenamtlichen Ortsbürgermeister als Vorsitzendem. Bis zur Wahl im Jahre 2009 wurden die Ratsmitglieder in einer personalisierten Verhältniswahl gewählt, da zwei Listen eingereicht wurden.
Die Sitzverteilung im Gemeinderat:
| Wahl | SPD           | CDU           | Gesamt  |
| ---- | ------------- | ------------- | ------- |
| 2024 | Mehrheitswahl | Mehrheitswahl | 8 Sitze |
| 2019 | Mehrheitswahl | Mehrheitswahl | 8 Sitze |
| 2014 | Mehrheitswahl | Mehrheitswahl | 8 Sitze |
| 2009 | 5             | 3             | 8 Sitze |
| 2004 | 3             | 5             | 8 Sitze |

Aufgrund des Bevölkerungsrückgangs verkleinerte sich der Gemeinderat im Jahre 2004 von 12 auf 8 Mitglieder.

### Bürgermeister
Frank Metzke wurde am 12. Juli 2024 Ortsbürgermeister von Schönau. Bei der Direktwahl am 9. Juni 2024 war er als einziger Bewerber mit einem Stimmenanteil von 84,3 % für fünf Jahre gewählt worden.
Metzkes Vorgänger Rudolf van Venrooy hatte das Amt 2018 übernommen. Bei der Direktwahl am 26. Mai 2019 war er mit einem Stimmenanteil von 77,61 % in seinem Amt bestätigt worden. Seine 2014 gewählte Vorgängerin Sabrina Müller hatte das Amt aus persönlichen Gründen mit Wirkung zum Jahresende 2017 niedergelegt. Ihr Vorgänger wiederum war Michael Boeck, der nach 20 Jahren als Ortsbürgermeister im Jahr 2014 nicht mehr angetreten war.

### Wappen
| Wappen von Schönau | Blasonierung: „In gespaltenem Schild rechts in Rot unter goldener Krone eine aufgerichtete silberne Pflugschar, links von Silber und Grün zweimal geteilt, im silbernen Feld Bergwerkshammer und Schlägel in Schwarz gekreuzt, belegt mit einem goldenen Abtsstab.“ |
| Wappen von Schönau | Es wurde 1956 vom Mainzer Innenministerium genehmigt und geht in der vorderen Hälfte zurück auf ein Gerichtssiegel von 1730. |

## Kultur und Sehenswürdigkeiten

### Bauwerke
Kulturdenkmäler

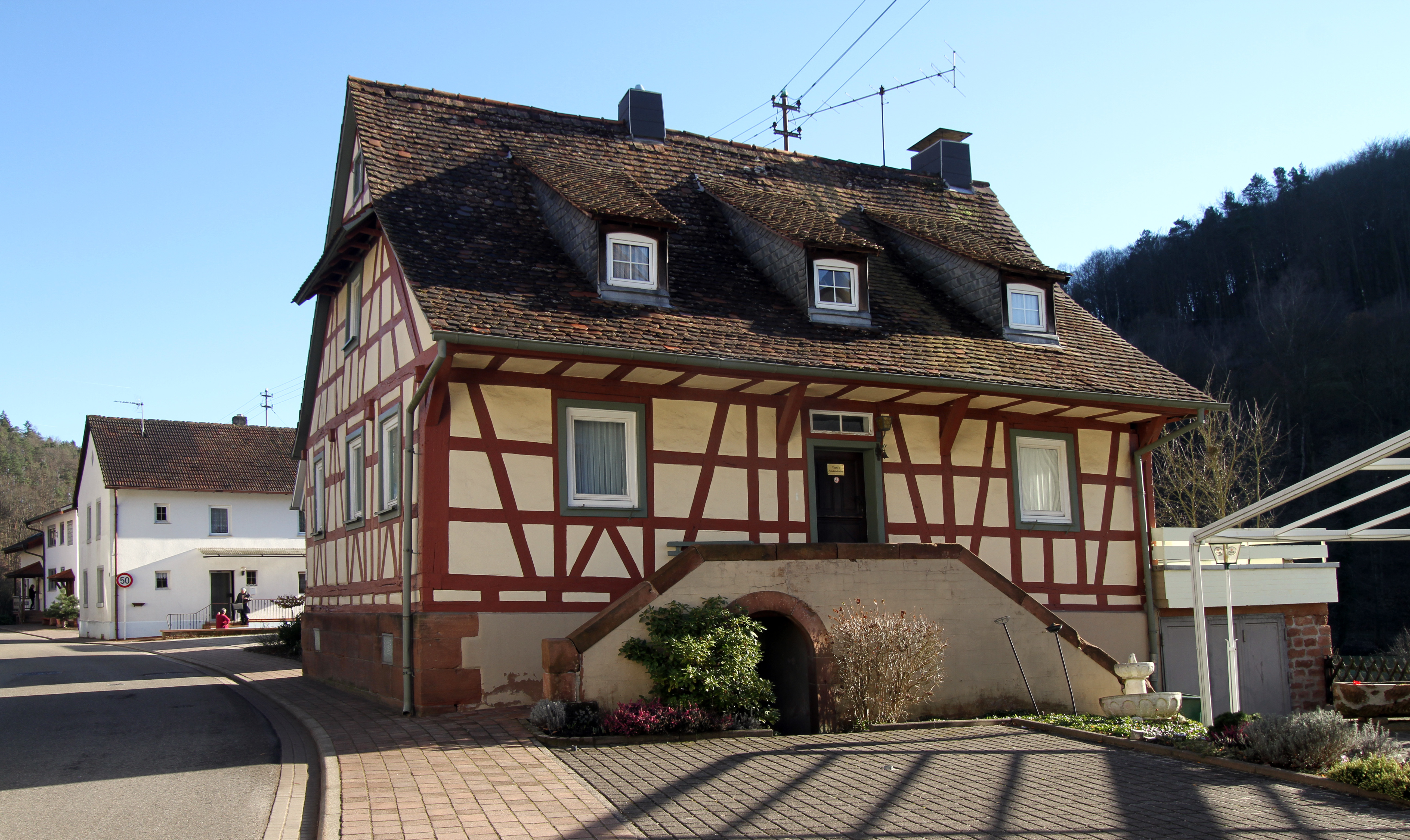
Unter Denkmalschutz stehendes Fachwerkhaus in Schönau

Die Burg Blumenstein und die Wegelnburg sind als Denkmalzonen ausgewiesen.
Hinzu kommen insgesamt 12 Einzelobjekte, die unter Denkmalschutz stehen, darunter die beiden Kirchen im Ort. Die Katholische Kirche St. Michael, die im Zeitraum von 1840 bis 1842 von August von Voit als fünfachsiger Saalbau im Stil der Neoromanik errichtet wurde, enthält im Innern eine pneumatische Späth-Orgel von 1934.
Bei der evangelischen Nikolauskirche handelt es sich um einen barocken Saalbau aus dem Jahr 1746, der vom Architekten Philipp Heinrich Hellermann stammt. Ihr wertvollstes Ausstattungsstück ist eine aus Bauschlott stammende Voit-Orgel aus dem Jahr 1800. 1971 wurde das Instrument von Oberlinger Orgelbau in Schönau aufgestellt und durch ein Rückpositiv auf II/16 erweitert.
Sonstige Bauwerke

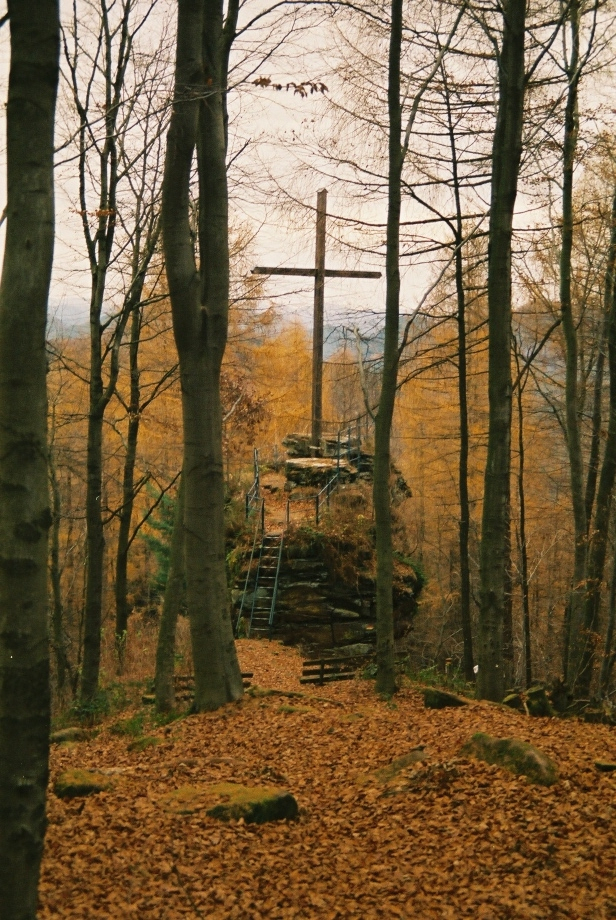
Friedenskreuz

Auf dem Maimont befindet sich das sogenannte Friedenskreuz.

### Natur
Die Ortsgemeinde liegt im Naturpark Pfälzerwald, der wiederum zum von der UNESCO geschützten Biosphärenreservat Pfälzerwald-Vosges du Nord gehört. Auf Gemarkung von Schönau befinden sich insgesamt sechs Naturdenkmale. Das Naturschutzgebiet Königsbruch befindet sich teilweise ebenfalls auf dem Gemeindegebiet. Im Westen liegt das Biotop Wiesen im Wengelsbach-Tal. Im Südosten der Gemarkung unmittelbar an der Grenze zu Frankreich liegt zudem der Kaiser-Wilhelm-Stein.

## Wirtschaft und Infrastruktur

### Wirtschaft

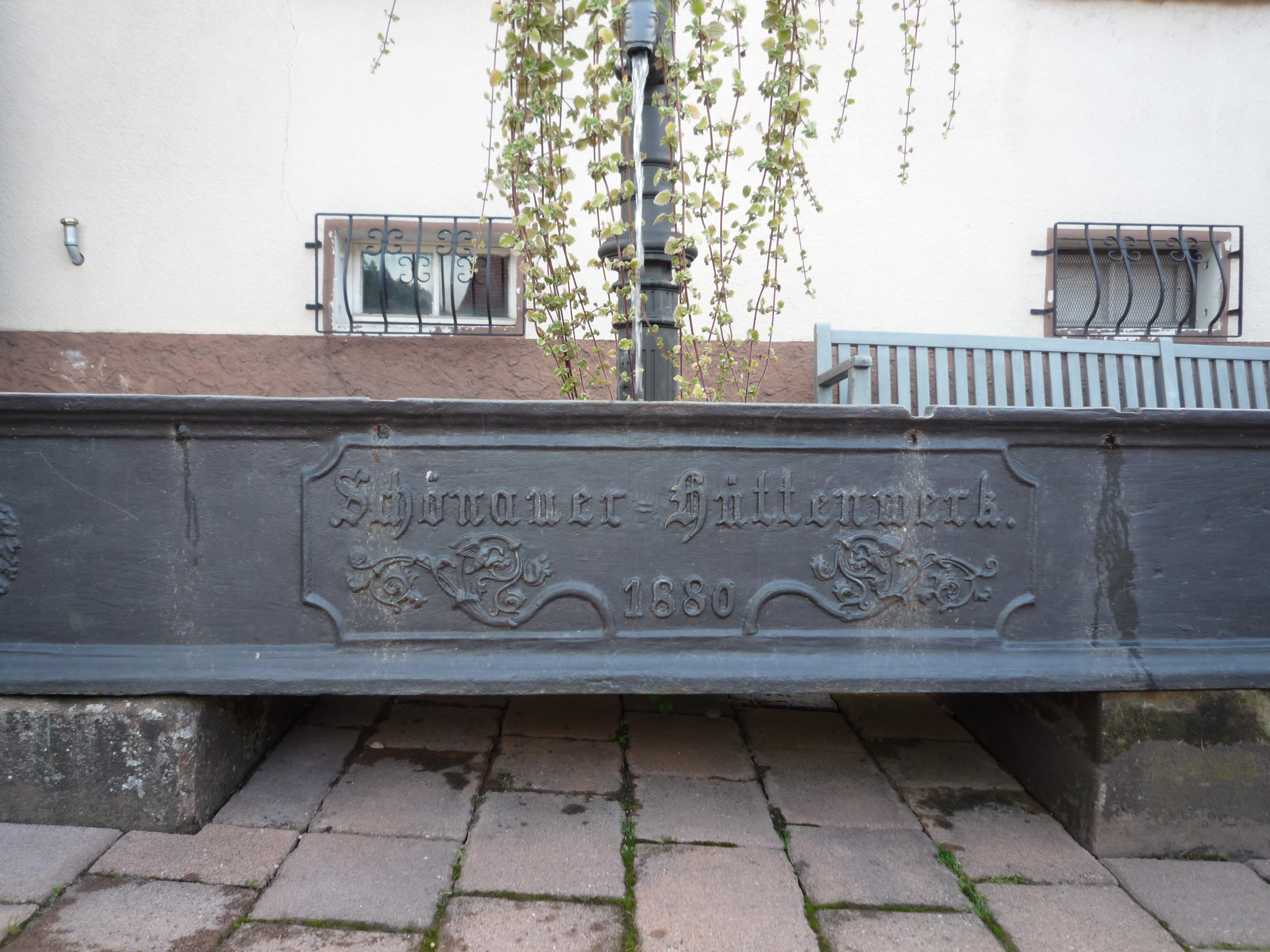
Vom Schönauer Hüttenwerk gefertigter Brunnentrog in der Ortsmitte

Die Herzöge von Pfalz-Zweibrücken legten im Ort mit dem Schönauer Hüttenwerk eine Eisenerzschmelze an, wodurch Schönau zu einer frühen Industriegemeinde wurde. 1835 erwarb der Großindustrielle Ludwig von Gienanth den Betrieb. Nach der Stilllegung des Werkes 1883 wandelte sich Schönau zu einem Erholungsort.
Aufgrund der geographischen Gegebenheiten dominierte vor Ort jahrhundertelang die Forst- und Holzwirtschaft. Die örtlichen Waldgebiete unterstehen dem Forstamt Wasgau, das seinen Sitz in Dahn hat.

### Verkehr
Von 1924 bis 1930 war die Gemeinde über den jenseits der Gemarkung liegenden Halt Schönau-Brettelhof der Wasgauwaldbahn an das Schienennetz angebunden.
Durch Schönau verläuft die Landesstraße 488, die im Norden zwischen Fischbach und Rumbach in die L 478 mündet und in südlicher Richtung nach Hirschthal sowie nach Frankreich führt, wo sie nach Überschreitung der Staatsgrenze zur Département-Straße 925 wird. Von der L 488 zweigt die Kreisstraße 43 ab, die über Gebüg und Petersbächel nach Ludwigswinkel führt. Zudem existiert eine Straße, die ins französische Wengelsbach führt und die bis 1936 die einzige Möglichkeit darstellte, dort hinzugelangen. Inzwischen ist die dortige Durchfahrt verboten.

### Tourismus

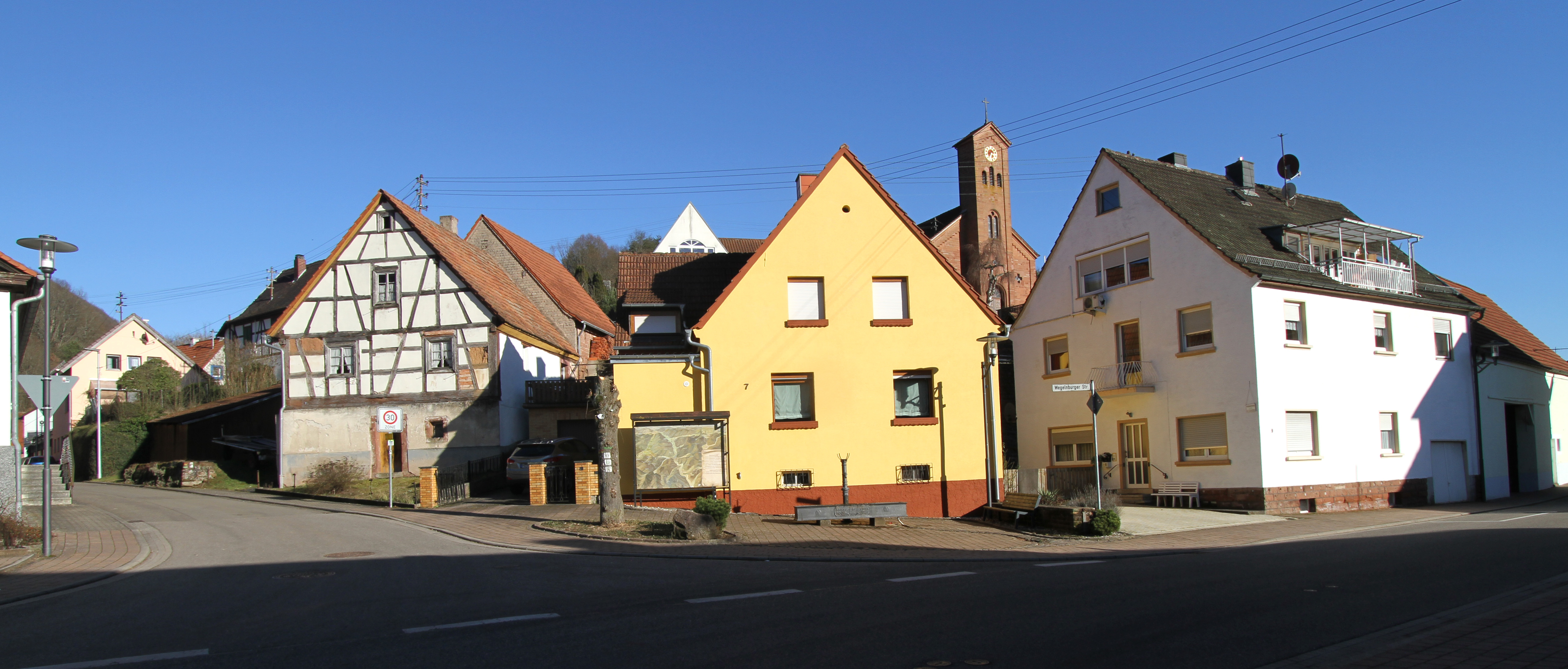
Wegemarkierungen in der Ortsmitte am Baum

Im Westen der Gemarkung befinden sich mehrere Wochenendhäuser. Durch die Gemeinde verläuft der Hornbach-Fleckenstein-Radweg von Bundenthal nach Hornbach. Die Touren 15 und 16 des Mountainbikeparks Pfälzerwald führt unter anderem durch den Ort.
Durch Schönau führen und ein Wanderweg, der mit einem grünen Balken markiert ist, der von Niederauerbach bis in den Bienwald verläuft. Hinzu kommt einer, der mit einem grün-gelben Balken markiert ist und der von Kirchheimbolanden bis nach Hirschthal führt. Der sogenannte 7-Burgen-Wanderweg hat seinen Ausgangspunkt in der Gemeinde und führt unter anderem an der Burg Blumenstein vorbei. Zudem ist der Ort nördlicher Endpunkt des Vogesenpasses Col de Hirchtenbach. Darüber hinaus führt der Felsenland Sagenwegs durch Schönau.
Durch den Südosten der Gemarkung führen der mit einem blauen Balken markierte Fernwanderweg Staudernheim–Soultz-sous-Forêts und der mit einem roten Balken markierte Fernwanderweg Donnersberg–Donon.

## Persönlichkeiten

### Ehrenbürger
- Ludwig von Gienanth (1767–1848), Industrieller

### Personen, die vor Ort gewirkt haben
- Susanne Ganster (* 1976), Politikerin (CDU), leitete von 2006 bis 2011 die örtliche Heilsbach Bildungs- und Freizeitstätte.